# Sit de barbeta negra
El sit de barbeta negra o sit de mentó negre (Spizella atrogularis) és una espècie d'ocell passeriforme de la família dels passerèl·lids amb distribució en zones àrides d'Amèrica del Nord (Estats Units i Mèxic). És una espècie parcialment migratòria.

## Descripció
És un passeriforme petit, que mesura entre 13 i 15 cm de llarg i una envergadura d'aproximadament 19 a 20 cm. Pesa de 9,0 a 15 g, amb un pes mitjà d'11,3 g. En general, és un ocell esvelt i de cap rodó, amb una capçada alta i una cua llarga i dentada, que és proporcionalment més llarga que la dels altres Spizella. Els sexes són similars, tot i que la mitjana dels mascles és lleugerament més grossa. El cap i el cos de l'adult són grisos i l'esquena és de color marró vermellós amb ratlles negres. Té un ventre blanquinós «poc definit» i la gropa i les cobertores superiors de la cua són d'un gris sense ratlles. Les plomes de les ales i la cua són de color marró fosc amb vores més pàl·lides (blanques a la cua). En plomatge canvia durant l'època de reproducció, el mascle té un negre extens a la barbeta, la gola i la part davantera de la cara. Perd la major part o la totalitat d'aquest negre durant l'època no reproductiva; els mascles més grans poden conservar algunes taques negres. La femella té poc o cap negre a la cara, la barbeta o la gola en qualsevol moment de l'any. En el plomatge bàsic, els mascles i les femelles poden ser difícils de diferenciar. El jove s'assembla a un adult no reproductor, però presenta ratlles indistintes a les parts inferiors i dues barres tènues a les ales. El cap i les parts inferiors tenen un color marronós i els escapulars exteriors són de color bru. Les potes i els peus són marró fosc o fosc, i el bec és petit, corpulent i rosat. El polls acabats de néixer poden tenir el bec més fosc així com cues notablement curtes, bec groc i caps grisos més pàl·lids.
La combinació de cap gris i cos és única entre els sits del Nou Món. Tot i que el plomatge és semblant al junco fosc, el sit de barbeta negra és més prim i té l'esquena ratllada, les vores marrons a les plomes de les ales i la cua no és blanca.

## Distribució i hàbitat
El sit de barbeta negra es reprodueix al sud-oest dels Estats Units i a gran part de Mèxic al nord de l'istme de Tehuantepec. Es troba regularment des del nord de Califòrnia a l'est fins a l'oest de Texas i fins al nord fins al sud de Nevada i Utah, i s'ha donat algun cas de reproduir-se a Oregon i Colorado. És una espècie de llocs àrids i semiàrids, viu als boscos de chaparral, artemísia, pins, ginebres i altres matolls.
Gran part del seu hàbitat es troba en zones remotes, accidentades i rocoses. És significativament menys comú on es produeix l'efecte de vora i rar a prop de la costa. Es troba a elevacions que van des de prop del nivell del mar fins als 2.400 m als Estats Units, i de 300 a 2.500 m a Mèxic. Alguns ocells d'Utah poden moure's als ecotons del desert com a part d'una dispersió posterior a la reproducció i algunes poblacions del nord es traslladen als matolls del desert de Chihuahua durant l'hivern. La majoria de les poblacions del nord es mouen cap al sud, principalment a Mèxic, durant l'hivern; alguns també es mouen a cotes més baixes. Durant la migració, de vegades s'endinsa al bosc d'alzines de muntanya, però no al bosc mixt de pins i roures.

## Comportament
Tot i que el sit de barbeta negra sembla ser relativament comú allà on es troba, és una espècie poc visible que pot ser fàcil de passar per alt. A Mèxic, generalment es troba sol o en parelles i només rarament en petits grups. Als Estats Units, de vegades es troba en grups petits i solts, de tant en tant barrejant-se amb sit cellablanc o sit de Brewer. Vola prop del terra, amb un estil de vol ondulat. Encara que l'espècie sovint roman en una coberta profunda, els mascles reproductors desafien aquest comportament més típic i trien perxes visibles i exposades per cantar.

### Alimentació
El sit de barbeta negra s'alimenta a terra o prop del terra i passa un temps considerable treballant a la mateixa zona. Tot i que la seva dieta no és ben coneguda, sembla que s'alimenta principalment de llavors com a granívor a l'hivern, i d'insectes com a omnívor a l'estiu. De vegades captura insectes en vol i pot alimentar-se de llavors mentre està posat en un arbust. Sembla que obté tota l'aigua que necessita del menjar durant l'estiu però a l'hivern pot viatjar una distància considerable per arribar a una font d'aigua.

#### Cria
Gran part de l'ecologia reproductiva del sit de barbeta negra és poc coneguda. Es reprodueix principalment des de finals d'abril fins a juny encara que s'han trobat nius actius fins a mitjans de juliol. Els mascles canten des de perxes obertes dins del seu territori, que poden abastar fins a 2 hectàrees. Els mascles propers sovint canten, responent alternativament als reclams dels rivals. També es persegueixen agressivament.
El niu és una copa poc profunda i oberta construïda amb material vegetal, incloent herbes, tiges de males herbes, arrels o fibres de iuca. Està folrat de fibres o herbes fines i ocasionalment amb pèl o plomes. Es troba a 1,2 m) del sòl, normalment a nivell mitjà en un arbust dens. La femella fa la major part de la construcció del niu encara que el mascle pot ajudar. El niu és ocasionalment parasitat per algun vaquer.
La femella pon de 2 a 5 ous de color blau molt pàl·lid o verd blavós. Aquests no solen tenir taques, encara que ocasionalment en poden tenir de taques marrons. La incubació triga aproximadament 13 dies i la realitza principalment (o possiblement completament) la femella. Les cries són altricials: sense plomes amb els ulls tancats en eclosionar. Tots dos pares proporcionen aliment a les cries i eliminen els sacs fecals durant els 11-13 dies que triguen les cries a volar. Els adults continuen alimentant les cries durant diverses setmanes després de deixar el niu. La majoria de les parelles crien una sola cria a l'any, encara que hi ha registres al sud de Califòrnia d'unes poques parelles que intenten criar múltiples. Les parelles romanen juntes només durant la temporada de reproducció. Els nius pateixen una alta taxa de fracàs; en un estudi al sud de Califòrnia, menys del 30 per cent dels intents de nidificació van tenir èxit. La majoria dels ous i cries es perden pels depredadors. Les serps com ara la Thamnophis sirtalis són coneguts depredadors de nius. Altres possibles depredadors de niu inclouen els gaig del gènere Aphelocoma, les serps, els llangardaixos, els rosegadors i les formigues.

## Ecologia
És un ocell discret, passa gran part del temps buscant menjar lentament pel terra, ja sigui sol o en petits grups, de vegades barrejant-se amb altres espècies de Spizella. És omnívor, s'alimenta principalment de llavors durant l'hivern i d'insectes durant l'estiu. Construeix un niu en forma de copa d'herbes, arrels o fibres vegetals, en el qual la femella pon de 2 a 5 ous de color blau pàl·lid. La femella fa la major part o la totalitat de la incubació dels ous, però ambdós pares alimenten els polls.

## Taxonomia
L'ornitòleg alemany Jean Louis Cabanis el va descriure per primera vegada el 1851, utilitzant un exemplar que es creu que va ser recollit a prop de la Ciutat de Mèxic. El va anomenar Spinites atrogularis. La darrera dècada, la majoria de les autoritats l'han traslladat al gènere Spizella, on s'ha mantingut des de llavors. És un dels sis petits pardals del Nou Món del gènere, se sap que s'ha hibridat amb el sit de Brewer, un congènere. Els estudis d'ADN mitocondrial han demostrat que el sit campestre és el parent relativament més proper.
Es distingeixen quatre subespècies:
- S.a. caurina (Miller, 929) - zona costanera de Califòrnia. De coloració grisa més fosca, amb algunes tonalitats marrons.[34][38]
- S. a. cana (Coues, 1866) - vessants de muntanyes del sud de Califòrnia i nord de Baixa Califòrnia. Més petita, cua més curta i amb algun matís marró a les parts ventrals.[34][38]
- S.a. evura (Coues, 1866) - des de les muntanyes del centre-est de Califòrnia fins a Nou Mèxic. Coloració més pàl·lida i pegat negre de la gola més petit.[34]
- S.a. atrogularis (Cabanis, 1851) - resident des de Sonora i Chihuahua al llarg de l'Altiplà Mexicà fins a Oaxaca. Més fosca i amb el pegat negre de la gola més evident que a les subespècies del nord.[34][39]

El nom del gènere Spizella és un diminutiu de la paraula grega antiga “spiza”, que significa "pinsà". El nom de l'espècie atrogularis és una combinació del llatí “ater”, que significa "negre" i “gularis”, que significa "-gola" (de gula, que significa "gola").

## Conservació i amenaces
El sit de barbeta negra és una de les espècies protegides per la Llei del Tractat d'Aus Migratòries. La població total no s'ha quantificat, però se sap que el nombre està disminuint. Les estimacions de la població global oscil·len entre 450.000 i 1.100.000. El North American Breeding Bird Survey mostra que el nombre de sits de barbeta negra va disminuir a una taxa mitjana del 5,1% anual entre 1966 i 2003, mentre que Partners in Flight informa que el nombre de pardals va baixar un 62% entre 1970 i 2014. No obstant això, se sap que s'ha fet un mostratge correcte per les estadístiques d'ocells reproductors a diversos estats, inclosos Nou Mèxic i Texas. Pel Servei de Pesca i Fauna Salvatge dels Estats Units és considerat com una espècie amb un nivell de "conservació preocupant". D'altra banda, la Unió Internacional per a la Conservació de la Natura la considera una espècie en "risc mínim" a causa de la població substancial i la distribució molt àmplia.
Se sap que el sit de barbeta negra porta diversos paràsits sanguinis, inclosos els membres dels gèneres Haemoproteus i Tripanosoma. S'ha trobat espècimens morts que portaven el virus del Nil occidental. Com que evita els límits del seu hàbitat, és vulnerable als efectes de la fragmentació de l'hàbitat. A causa d'aquesta vulnerabilitat, pot ser una espècie útil per indicar canvis ambientals. També pot ser afectat negativament pel canvi climàtic; entre 2000 i 2020, la seva àrea de reproducció es va desplaçar sensiblement cap al nord. La National Audubon Society prediu que l'any 2080 no estarà en cap de les seves àrees actuals de reproducció. Es preveu que el seu abast hivernal sigui més estable, amb un 65 per cent de l'àrea actual encara en ús el 2080 i l'àrea total d'hivernada als Estats Units potencialment augmentant.